# Alfa Romeo Tipo 316
Alfa Romeo Tipo 316, 316 ali 16C-316 je dirkalnik Alfe Romeo, ki je bil v uporabi v sezonah 1938 in 1939, ko sta z njim dirkala Giuseppe Farina in Clemente Biondetti. Tipo 316 je bil eden treh dirkalnikov Alfe Romeo zasnovanih za nova pravila v sezoni 1938, ki so se razlikovali predvsem v motorju, ostala dva sta bila Alfa Romeo Tipo 308 z motorjem vrstni-8 in Alfa Romeo Tipo 312 z V12 motorjem. Dirkalnik je bil razvit iz neuspešnega dirkalnika Alfa Romeo 12C-37, ki pa je bil bolj vodljiv od svojega predhodnika. Motor dirkalnika je bila V16 različica 3,0 litrskega motorja z dvojnim superkompresorjem. Motor je bil močnejši od motorja dirkalnikov Tipo 308 in 312, toda še vedno ni bil resnično konkurenčen nemškima dirkalnikoma. 
Dirkalnik je debitiral na prvi pomembnejši dirki sezone za Veliko nagrado Tripolija, kjer je Biondetti odstopil. Na prvenstveni dirki za Veliko nagrado Italije je Farina dosegel z drugim mestom edino uvrstitev dirkalnika na stopničke, Biondetti pa je bil četrti. Zadnji nastop dirkalnika je bil na prvenstveni dirki za Veliko nagrado Švice v sezoni 1939, kjer je Farina odstopil po tem, ko je v prvih krogih vodil. Ker se je moštvo posvetilo 1,5 litrskemu dirkalniku Alfa Romeo 158 za razred Voiturette, dirkalnika Tipo 316 niso več razvijali.